# Haoshui (sockenhuvudort i Kina, Ningxia Huizu Zizhiqu, lat 35,65, long 106,10)
Haoshui är en sockenhuvudort i Kina. Den ligger i den autonoma regionen Ningxia, i den nordvästra delen av landet, omkring 310 kilometer söder om regionhuvudstaden Yinchuan. Antalet invånare är 6 878. Befolkningen består av 3 309 kvinnor och 3 569 män. Barn under 15 år utgör 20,0 %, vuxna 15-64 år 70 %, och äldre över 65 år 9,0 %.
Runt Haoshui är det ganska tätbefolkat, med 222 invånare per kvadratkilometer. Närmaste större samhälle är Longde Chengguanzhen, 4,4 km söder om Haoshui. Trakten runt Haoshui består i huvudsak av gräsmarker.
Genomsnittlig årsnederbörd är 684 millimeter. Den regnigaste månaden är september, med i genomsnitt 148 mm nederbörd, och den torraste är december, med 1 mm nederbörd.